# Oskar Sillén
Oskar Carl Gustaf Sillén, född 29 november 1883 i Uppsala, död 6 december 1965 i Kungsholms församling i Stockholm, var en svensk ekonom och professor i företagsekonomi vid Handelshögskolan i Stockholm.

## Biografi
Sillén var diplomerad ekonom från Städtische Handels-Hochschule i Köln år 1905. Han blev docent och huvudlärare i handelsteknik vid Handelshögskolan i Stockholm 1912.
Oskar Sillén var professor i handel och bankväsen 1915–1933 och utsågs 1933 till Sveriges första professor i företagsekonomi, en tjänst han kom att ha i tjugo år till 1952, båda vid Handelshögskolan i Stockholm.
År 1912 började Stockholms handelskammare auktorisera revisorer, Sillén var en av de sex första. Sillén var styrelseordförande för Sveriges Kontoristförening (nuvarande Företagsekonomiska institutet, FEI) i Stockholm 1917–1920. 1925–1929 medverkade han som sakkunnig i samband med tillkomsten av 1929 års bokföringslag.
Sillén var chef för organisationsavdelningen vid AB Industribyrån 1912–1932, chef för bokförings- och revisionskontoret vid Skogsbokföringskommissionen 1917–1920, ledamot i Skogsbokföringskommissionen 1921, ordförande för Sveriges Kontoristförening 1917–1920, ledamot av Kommissionen angående de enskilda järnvägarnas bokföring 1920–1922, ordförande för Föreningen auktoriserade revisorer (FAR) 1923–1941, ledamot i Skattekontrollsakskommissionen 1929–1933, ordförande för Affärsekonomiska forskningsinstitutets (från 1950 Företagsekonomiska forskningsinstitutet) styrelse 1929–1952, ledare för Sveriges handelskammares centrala revisorsnämnd 1931–1949, verksam inom revisionsfirman Sillen, Tjus, Erikson, Olsson auktoriserade revisorer (STEO) 1932–1955, direktör för Oskar Sillens revisionsbyrå från 1955, ordförande i Företagsekonomiska diskussionsföreningen (från 1941 Företagsekonomiska föreningen) 1936–1942.
Oskar Sillén var son till husägaren Lars Gustaf Sillén och Augusta Charlotta Jansdotter.
Företagsekonomiska institutet har instiftat ett pris till Oskar Silléns minne, kallat Oskar Sillén-priset. Han är begravd på Uppsala gamla kyrkogård.

## Utmärkelser
- Ekonomie hedersdoktor (ekon. dr. h.c.) vid Handelshögskolan i Stockholm den 30 maj 56